# Circuit à réaction

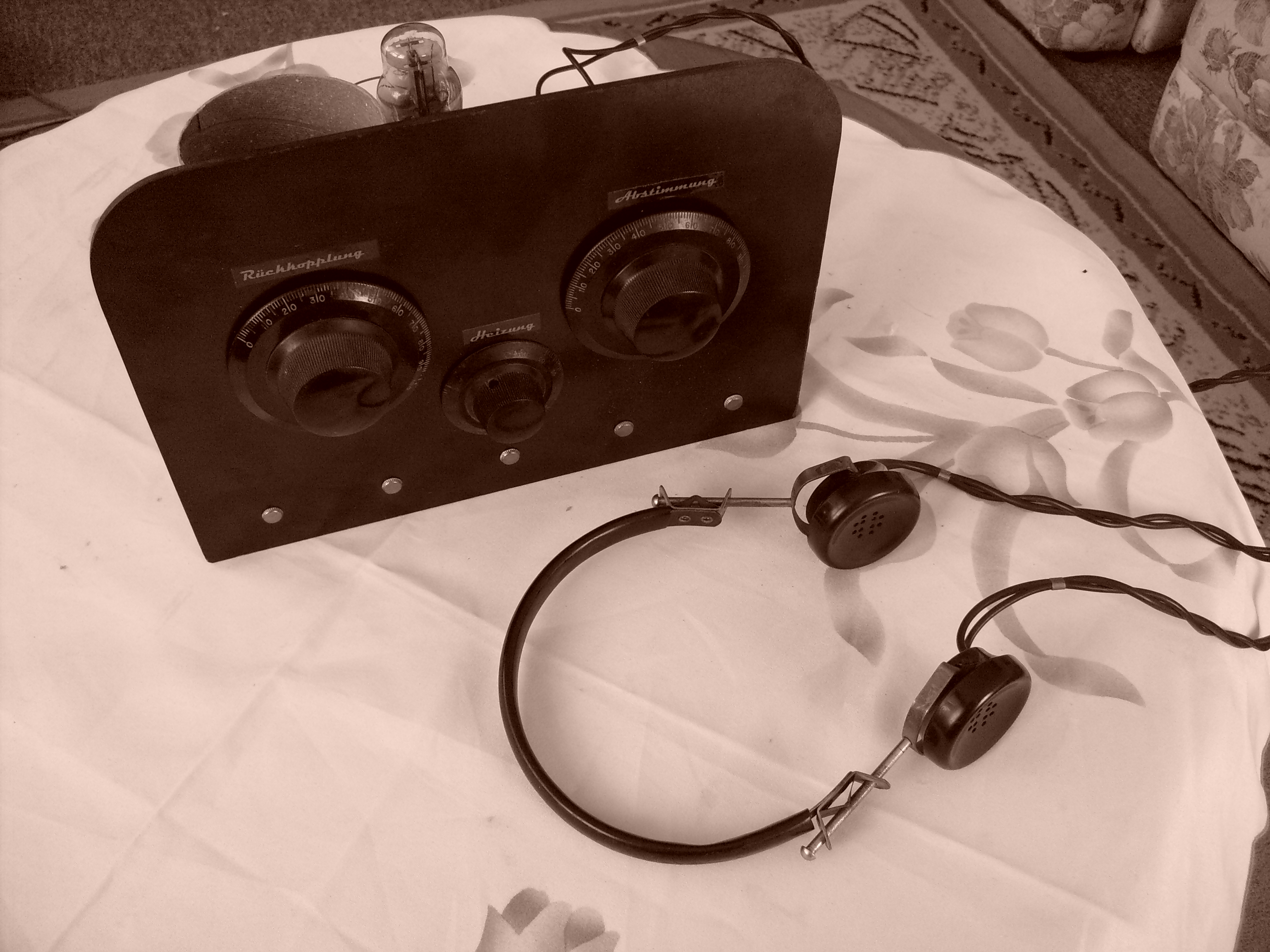
Ensemble de radio à ondes courtes à circuit à réaction fait maison, avec écouteurs

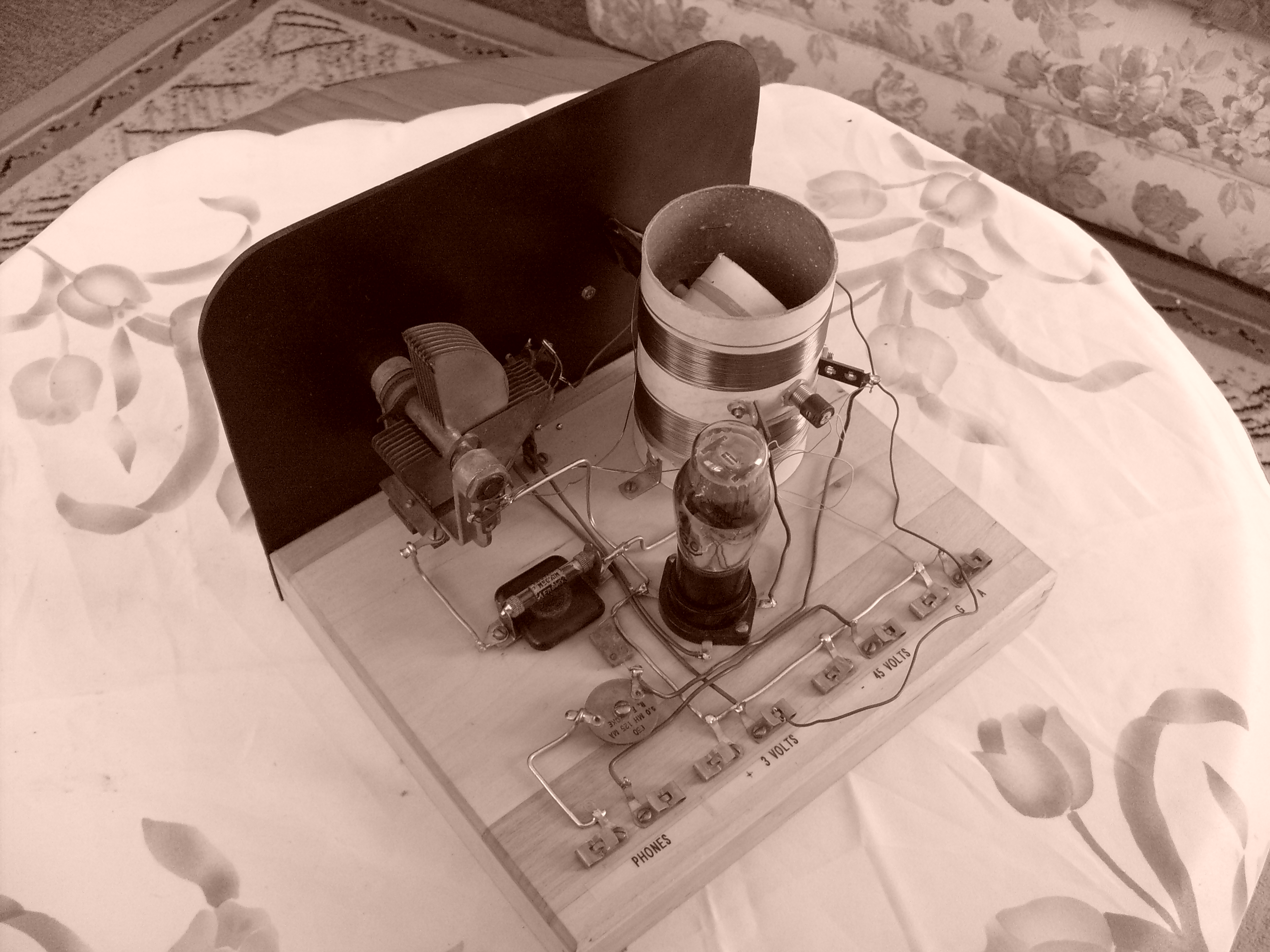
Vue arrière de la même radio, montrant la simplicité du circuit à réaction

Un circuit à réaction permet d'amplifier un signal électronique à répétition par le même tube électronique ou autre élément électrique tel un transistor à effet de champ.
Inventé par Edwin Howard Armstrong en 1912 , un tel circuit consiste en un tube électronique amplifiant dont la sortie est connectée à son entrée en boucle à rétroaction, ce qui engendre une réaction positive.
Ce type de circuit était très utilisé dans les récepteurs radio entre 1920 et la Seconde Guerre mondiale. Ils sont toujours en usage dans les produits électroniques simples, tels les ouvre-porte de garage.

## Fonctionnement

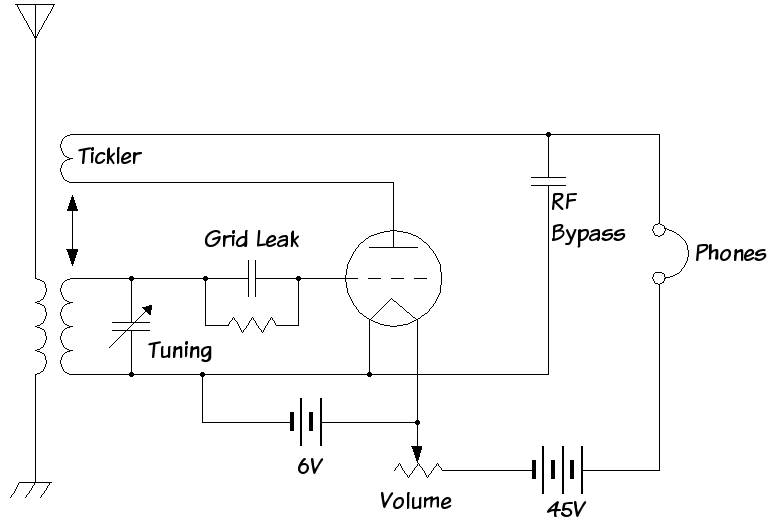
Schéma ; le feedback a été appliqué à l'entrée du tube d'un « enroulement de rappel » sur la bobine d'accordement

Dans un circuit à réaction, la sortie d'un tube électronique amplifiant est connectée à son entrée via une boucle à rétroaction ainsi qu'un circuit LC qui sert de filtre. Le circuit LC ne permet de la réaction positive qu'à sa fréquence de résonance. Le wikt:circuit accordé est également relié à l'antenne et permet de sélectionner la fréquence radio à recevoir : il est réglable à l'écoute de différentes stations. La boucle de rétroaction comporte aussi une façon d'ajuster la quantité de feedback (le gain de boucle). Pour les signaux AM, le tube fonctionne également comme un détecteur, rectifiant le signal RF pour récupérer la modulation audio ; c'est pour cette raison que le circuit est aussi appelé un détecteur de réaction.

### Limites d'opération
La qualité d'un récepteur est définie par sa sensibilité et sa sélectivité. Pour un récepteur radio accordé à réservoir unique sans gain de boucle par réaction, la bande passante = fréquence / Q, où Q est de « qualité » du réservoir, définie comme Q = Z / R, Z est l'impédance réactive, R est la perte de résistance. La tension du signal au niveau du réservoir est la tension de l'antenne multipliée par Q.
Le gain de boucle positif compense la perte d'énergie causée par R, afin que nous puissions l'exprimer comme apportant un R négatif. La qualité avec gain de boucle est Qreg = Z / (R - Rneg). Le taux de réaction est M = Qreg / Q = R / (R - Rneg).
La valeur de M dépend de la stabilité de l'amplification et du coefficient de gain de boucle, parce que si R-Rneg est inférieur à la fluctuation Rneg, il dépassera aisément la marge d'oscillation. Ce problème peut être résolu en partie par une « fuite de grille » ou tout autre type de contrôle automatique de gain, mais l'inconvénient est la cession du contrôle sur le récepteur aux bruits et aux affaiblissements du signal d'entrée, ce qui est indésirable. Il est à noter que les semi-conducteurs modernes offrent plus de stabilité que les tubes à vide des années 1920.
Un exemple : pour avoir 3 MHz à 12 MHz (ondes courtes voyageant tout autour de la Terre) nous avons besoin d'un facteur de qualité de Q = F / f = 4000. Une bobine de deux pouces de fil argenté épais enroulé sur un noyau en céramique peuvent avoir un Q jusqu'à 400, mais supposons que Q = 100. Nous avons besoin de M = 40, ce qui est réalisable avec un bon amplificateur stable, même sans stabilisation de puissance.

## Brevets
- Armstrong, E. H., (en) Brevet U.S. 1113149, Wireless receiving system, 1914.
- Armstrong, E. H., (en) Brevet U.S. 1342885, Method of receiving high frequency oscillation, 1922.
- Armstrong, E. H., (en) Brevet U.S. 1424065, Signalling system, 1922.
- Braden, R. A., (en) Brevet U.S. 2211091, Superregenerative magnetron receiver, 1940.